# Ğazı II Giray
Ğazı II Giray, född okänt år, död 1607, var Krimkhanatets khan 1588–1596 och 1597–1607. 